# Szczaniec (village)
Pour les articles homonymes, voir Szczaniec.
Szczaniec (prononciation : [ˈʂt͡ʂaɲet͡s]) est un village polonais de la gmina de Szczaniec dans le powiat de Świebodzin de la voïvodie de Lubusz dans l'ouest de la Pologne.
Le village est le siège administratif (chef-lieu) de la gmina appelée la gmina de Szczaniec.
Il se situe à environ 11 kilomètres à l'est de Świebodzin (siège de le powiat), 39 kilomètres au nord de Zielona Góra (siège de la diétine régionale) et 60 kilomètres au sud-est de Gorzów Wielkopolski (capitale de la voïvodie).
Le village comptait approximativement une population de 1 473 habitants en 2006.

## Histoire
Le nom allemand du village était Stentsch.
Après la Seconde Guerre mondiale, avec la mise en œuvre de la ligne Oder-Neisse, le village est intégré à la République populaire de Pologne. La population d'origine allemande est expulsée et remplacée par des polonais.
De 1975 à 1998, le village appartenait administrativement à la voïvodie de Zielona Góra.

Depuis 1999, il appartient administrativement à la voïvodie de Lubusz